# Au-delà de demain
Pour plus de détails, voir Fiche technique et Distribution.
Au-delà de demain (Beyond Tomorrow) est un film de Noël fantastique américain en noir et blanc réalisé par A. Edward Sutherland, sorti en 1940.

## Synopsis
Le soir de Noël, trois industriels riches et âgés, mais sans famille, constatent que leurs invités ne daignent pas faire acte de présence pour passer le réveillon avec eux. Dépités mais humanistes, ils décident donc d'inviter trois étrangers à leur table. Mais seuls deux jeunes gens vivant dans la précarité, le texan James et la new-yorkaise Jean, acceptent de venir. Ils tombent amoureux l'un de l'autre et, quelque temps plus tard, James devient un célèbre crooner à succès.
Quant aux trois vieillards, ils meurent ensemble dans un accident d'avion. Mais ils reviennent sur Terre comme fantômes pour observer l'histoire d'amour entre James et Jean. Mais ils assistent, impuissants, à la séduction du chanteur par une star de Hollywood qui le mène à sa perte. Les trois morts vont tout faire pour reformer le couple qui est né sous leurs yeux et que le temps a séparé.

## Fiche technique
- Titre français : Au-delà de demain
- Titre original : Beyond Tomorrow
- Réalisation : A. Edward Sutherland
- Scénario : Adele Comandini et Mildred Cram
- Montage : Otto Ludwig
- Musique : Frank Tours
- Photographie : Lester White
- Production : Lee Garmes
- Société de production : Academy Productions
- Société de distribution : RKO Pictures
- Pays d'origine : États-Unis
- Langue originale : anglais
- Format : noir et blanc
- Genre : fantastique
- Durée : 84 min
- Dates de sortie :
  - États-Unis : 10 mai 1940
  - France : 21 mars 1947

## Distribution
- Harry Carey : George Melton
- Charles Aubrey Smith : Allan Chadwick
- Charles Winninger : Michael O'Brien
- Richard Carlson : James Houston
- Jean Parker : Jean Lawrence
- Alex Melesh : Josef le majordome
- Maria Ouspenskaïa : madame Tanya
- Helen Vinson : Arlene Terry
- Rod La Rocque : Phil Hubert
- J. Anthony Hughes : officier Johnson
- Robert Homans : sergent
- Virginia McMullen : la secrétaire
- James Bush : Jace Taylor
- William Bakewell : David Chadwick